# Ewa Bem

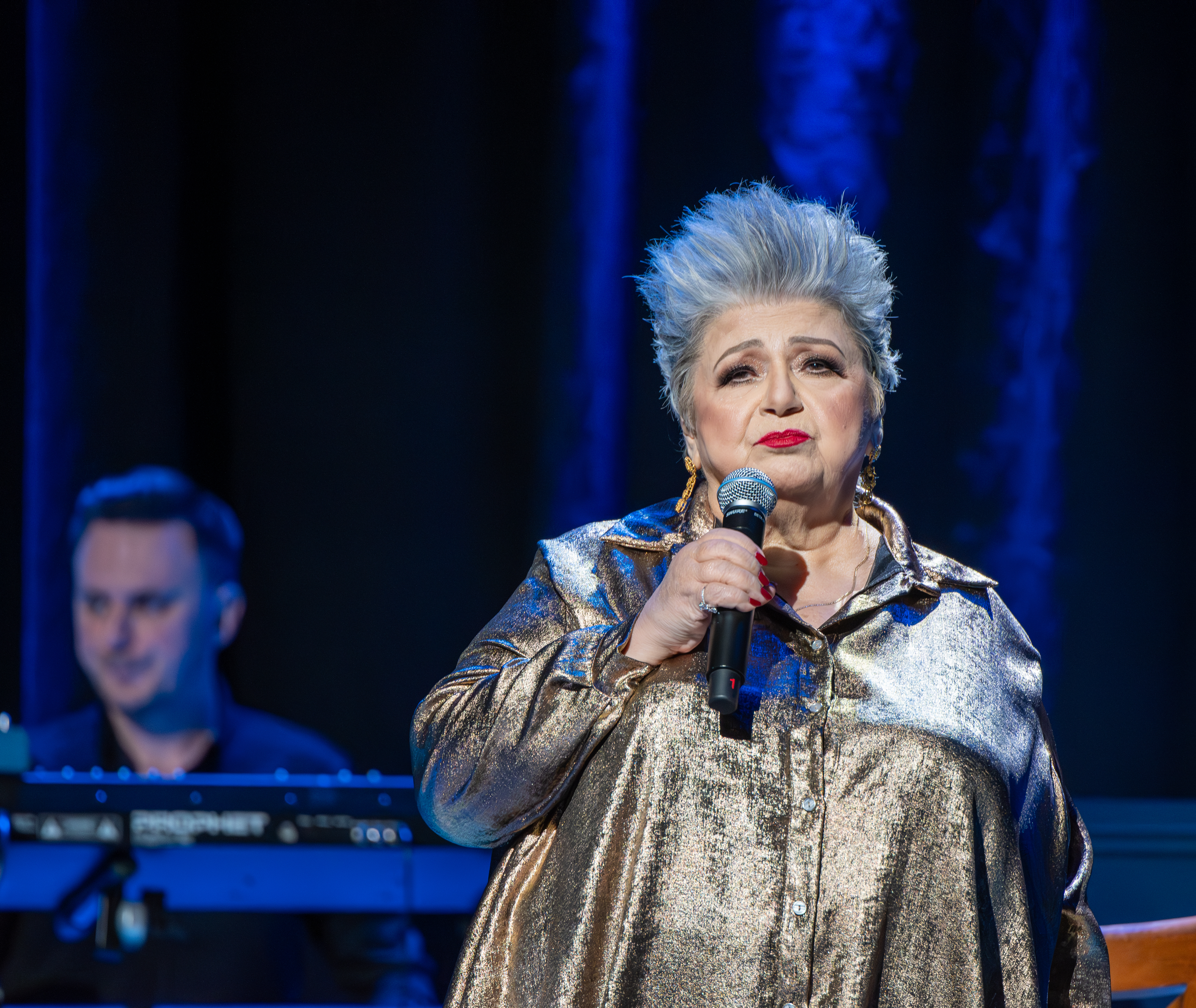
Bem in 2025

Ewa Maria Bem-Sibilska (Warschau, 23 februari 1951) is een Poolse jazz-zangeres. Bem begon haar carrière in 1969 in een blues-band. In 1970 zong ze in het jazzkwartet van Zbigniew Seifert, waarmee ze haar eerste successen had. In 1971 won ze de eerste prijs op het jazzfestival van Lublin. Daarna richtte ze haar band Bemibek op, waarmee ze ook op buitenlandse jazzfestivals optrad. De naam van de band veranderde later in Bemibem en haar repertoire breidde zich ook uit naar de popmuziek. Ze is populair in Polen en wordt wel de Ella Fitzgerald van haar land genoemd.

## Discografie (selectie)
- Mowie Tak, Mysle Nie, EMI, 2001
- Ewa, Ewa, Pomaton, 2004